# Dědeček versus sexuální ochablost
Dědeček versus sexuální ochablost (v anglickém originále Grampa vs. Sexual Inadequacy) je 10. díl 6. řady (celkem 113.) amerického animovaného seriálu Simpsonovi. Scénář napsali Bill Oakley a Josh Weinstein a díl režíroval Wes Archer. V USA měl premiéru dne 4. prosince 1994 na stanici Fox Broadcasting Company a v Česku byl poprvé vysílán 21. ledna 1997 na stanici ČT1.

## Děj
Když sexuální život Homera a Marge ochabne, vyhledají pomoc, aby své manželství oživili. Homer si prohlíží knihy, jako je Kámasútra, ale Marge chce „vkusnou knihu“, a tak se rozhodnou pro Mr. and Mrs. Erotic American, namluvenou knihu na kazetě od Paula Harveyho. Harvey doporučuje párům společné koupání, ale Simpsonovým se rozbije kohoutek, protože se do vany Homer a Marge společně nevejdou. Dále si zkusí pronajmout sexy tematický pokoj v hotelu, ale jsou nuceni spát v technické místnosti, protože pokoje jsou vyprodané. 
Děda vymyslí tonikum, které zaručeně vrátí jiskru do jejich vztahu. Elixír funguje, a tak Homer a děda prodávají revitalizační tonikum Simpson a syn veřejnosti v pojízdné show. Během svých cest navštíví farmu, kde Homer prožil dětství. Poté, co se pohádají, děda Homerovi rozzlobeně sdělí, že je výsledkem neplánovaného těhotenství, ke kterému by bez tonika nedošlo. Homer zastaví auto a dědu vyhodí. 
Zatímco si páry užívají vylepšeného sexuálního života díky toniku, děti z městečka začínají být podezřívavé z nepřítomnosti rodičů během častých radovánek. Ralph, Milhouse, Bart a jejich přátelé spřádají v domku na stromě Simpsonových konspirační teorie. Poté, co Líza sarkasticky naznačí, že rodiče chodí brzy spát, protože jsou „obrácení upíři“, kteří se musí vyhýbat setmění, ostatní děti usoudí, že se korporace RAND spikla s vesmírnými mimozemšťany, aby děti připravila o večeři tím, že donutí jejich rodiče jít brzy do důchodu. 
Homer, který není ochoten dědečkovi odpustit, se rozhodne být Bartovi, Líze a Maggie lepším otcem. Bart a Líza si brzy uvědomí, že dusit je je stejně špatné, jako je zanedbávat. Homer se vrací na farmu, aby se zamyslel. Vidí starou fotografii, na které je jako dítě o vánočním ránu, a je smutný, že jeho otec nebyl přítomen ani při setkání se Santa Clausem. V tom si Homer uvědomí, že Stanou Clausem na fotografii je jeho otec a že ho má opravdu rád. Homer se znovu setkává s dědečkem, který také odešel na farmu přemýšlet. Oba přiznávají, že jsou packalové – oba způsobili na farmě požár –, a usmiřují se, zatímco dům za nimi hoří.

## Produkce
Epizodu režíroval Wes Archer, scénář napsali Bill Oakley a Josh Weinstein. Původně měla pojednávat o problematickém sexuálním životě Homera a Marge, ale později se vyvinula v příběh o vztahu Homera a dědy. Hlas Homera i dědy namluvil Dan Castellaneta. Castellaneta proto musel mluvit sám se sebou, když pro tuto epizodu nahrával hlasy obou postav při jejich interakci. Castellaneta říká, že je pro něj těžké dělat Abeův hlas delší dobu, protože je „sípavý a vzdušný“.
Homer a Marge stráví noc v hostinci nazvaném Afrodita Inn, aby si okořenili sexuální život. Hostinec byl částečně založen na hostinci Madonna Inn, který – stejně jako v této epizodě – nabízí různé druhy sexuálně zaměřených pokojů s neobvyklými názvy, jež mají okořenit milostný život páru. Design staré farmy byl inspirován domem, který se objevil ve filmu Kost a kůže z roku 1993. Bartova posedlost konspiračními teoriemi byla inspirována pozorováním scenáristů, že děti v Bartově věku procházejí fází, kdy se stávají „závislými“ na informacích o UFO a paranormálních jevech. Sám Bill Oakley prošel stejnou věcí, když mu bylo asi 10 let.

## Kulturní odkazy
Al Gore, bývalý viceprezident Spojených států, je zobrazen, jak oslavuje Lízinu koupi své knihy Sane Planning, Sensible Tomorrow poslechem písně „Celebration“ od skupiny Kool & the Gang. V pozadí scény, která vede k jeho oslavě, navíc hraje parodie na ústřední píseň Akt X. Během scény honičky zazní „Foggy Mountain Breakdown“, která připomíná opakující se motiv z filmu Bonnie a Clyde z roku 1967. Když si profesor Frink vezme tonikum, promění se ve slušňáka s hlubokým hlasem, což je odkaz na Jerryho Lewise proměňujícího se v Buddyho Lovea ve filmu Zamilovaný profesor. Děda v dílu úspěšně vysloví slovo pneumonoultramicroscopicsilicovolcanoconiosis.

## Přijetí

### Vydání
Epizoda byla v roce 1999 vybrána k vydání ve video kolekci vybraných dílů s názvem The Simpsons – Too Hot For TV. Dalšími díly zařazenými do kolekční sady byly Pistolníkova rodina, Rození líbači a Speciální čarodějnický díl. Díl byl zařazen do DVD sady 6. řady The Simpsons – The Complete Sixth Season, která vyšla 16. srpna 2005. Epizoda byla znovu zařazena do DVD vydání sady Too Hot For TV z roku 2003.

### Kritika
Warren Martyn a Adrian Wood, autoři knihy I Can't Believe It's a Bigger and Better Updated Unofficial Simpsons Guide, o dílu řekli, že je to „úžasná epizoda, ve které se Homer skutečně s někým hádá, místo aby ustupoval. Jak se s otcem vzdalují, tak rodina neví, co má dělat. Nemůžete si pomoct, ale dědečka je vám líto, protože kus rodinné historie Simpsonových je v plamenech.“
Nate Meyers pro Digitally Obsessed pochválil roli Dana Castellanety v této epizodě a řekl: „Dan Castellaneta v roli Homera i dědy Simpsona je plný emocí a skvělého komického načasování. Pozorně sledujte závěrečnou scénu, kdy se Homer vrací do domu svého dětství, protože Castellaneta ladně tančí mezi něžným vztahem otce a syna a plochou komedií.“.
Colin Jacobson z DVD Movie Guide uvedl, že „si tuto epizodu nepamatoval jako příliš dobrou, ale ve skutečnosti se ukázalo, že je docela silná. Počáteční zápletka, v níž se Homer a Marge nemohou dát dohromady, nabízí spoustu vtipných momentů a scény, v nichž Homer bojuje se svým otcem, nabízejí hloubku a mnoho humoru. Těžko také překonat strach dětí z obrácených upírů.“

### Sledovanost
V původním vysílání se díl umístil na 58. místě ve sledovanosti v týdnu od 28. listopadu do 4. prosince 1994 s ratingem společnosti Nielsen 9,5. Epizoda byla v tomto týdnu třetím nejlépe hodnoceným pořadem na stanici Fox.